# Liburnia marshalli
Liburnia marshalli är en insektsart som beskrevs av Scott 1873. Liburnia marshalli ingår i släktet Liburnia och familjen sporrstritar.
Artens utbredningsområde är Frankrike. Inga underarter finns listade i Catalogue of Life.